# Brda (folyó)
A Brda egy folyó Észak-Lengyelországban, a Visztula bal oldali mellékfolyója. Az ország 15. leghosszabb folyója. Hossza 238 km, esése 125 m, vízgyűjtő területe 4634 km². A folyó Lengyelország egyik legszebb kajakútvonala.

## Útja

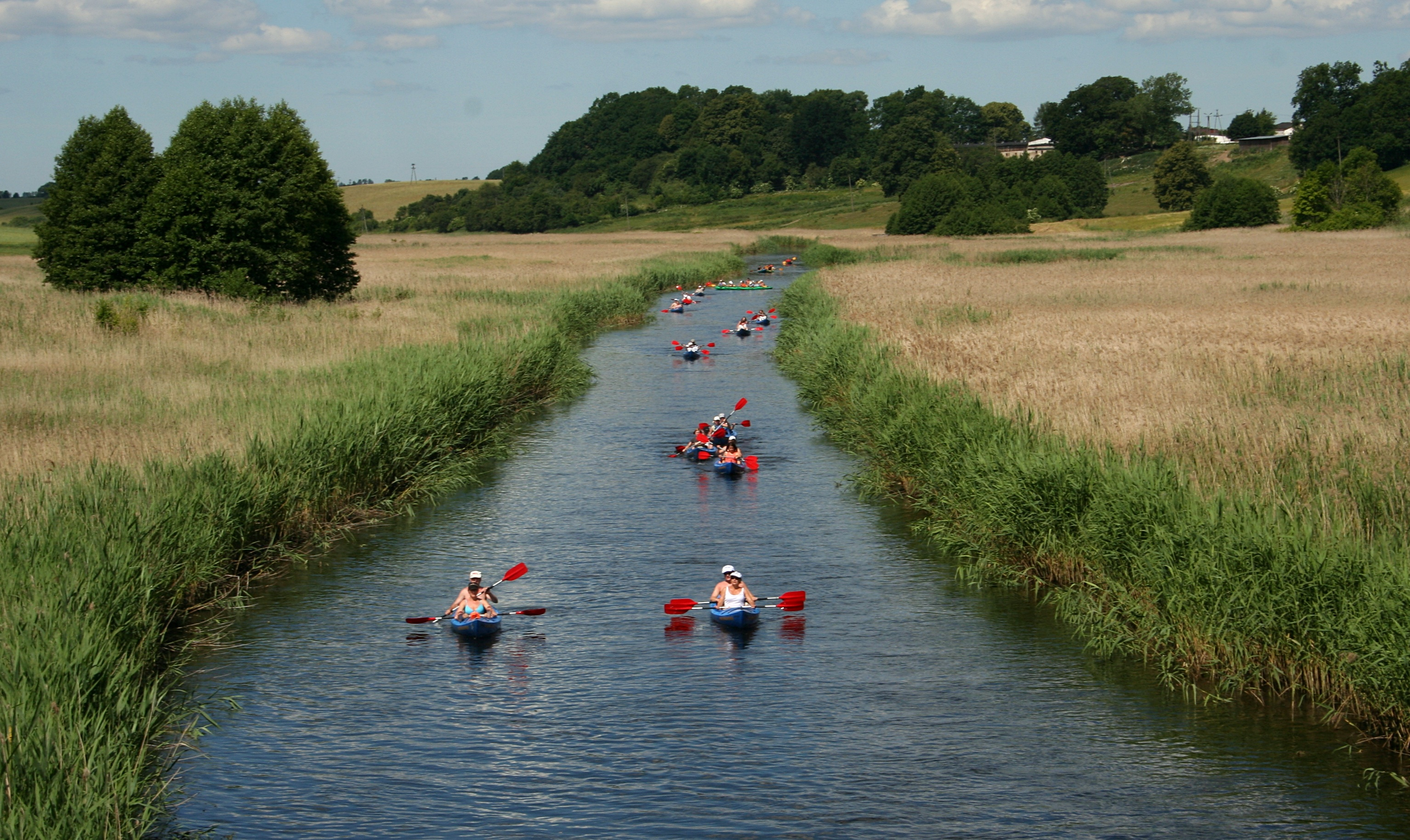
Kajakosok a Brdán

A pomerániai tóvidéken ered, majd főleg déli irányban folyik. A Visztulába Bydgoszcznál ömlik. A folyó egy részéhez a Brda nagy csatornája csatlakozik.

## Víztározó
1956–1962-ben a folyón a Koronowski-víztározót alakították ki úgy, hogy Pieczyskánál gáttal felduzzasztották a vizét, ezáltal a víz elöntötte a Brda árterületén kívül a torkolatának egy részét és több tavat. A víztározó területe kb. 1600 ha, a vízmennyiség 81 millió m³. Hosszúkás, 36 km hosszú alakja van. Partjának hossza 102 km.

## Vízierőművek
- Samociążek
- Tryszczyn
- Opławiec

## Fontosabb folyómenti városok
- Rytel
- Tuchola
- Koronowo
- Tryszczyn
- Bydgoszcz